# Howard Everest Hinton
Howard Everest Hinton (Mexico, 24 augustus 1912 - Bristol, 2 augustus 1977) was een Brits entomoloog.
Howard Everest Hinton had Engelse ouders en werd in Mexico geboren in 1912. Zijn vader was een mijningenieur en botanicus die een zilvermijn beheerde. Howard studeerde aan de Berkeley Universiteit in Californië en promoveerde aan de Universiteit van Cambridge. Hij werkte vervolgens in het Natural History Museum in Londen en in 1949 verhuisde hij naar de Universiteit van Bristol waar tot het eind van zijn leven bleef werken. Hij publiceerde 309 wetenschappelijke artikelen, voornamelijk over de morfologie en taxonomie van insecten. Hij had een voorliefde voor kevers (coleoptera) en beschreef vele soorten, nieuw voor de wetenschap. Hij werkte uitgebreid aan insecteneitjes en onderzocht name de wijze waarop zij 'ademen'. Hij introduceerde bovendien het begrip 'pharate phase', een extra stadium in de metamorfose van insecten.
Howard Hinton was een kleinzoon van George Boole, de oprichter van de wiskundige logica. Zijn grootvader was Charles Howard Hinton, ook een wiskundige. Zijn nicht, Joan Hinton was kernfysica en een van de weinige vrouwelijke wetenschappers van het Manhattan project in Los Alamos. Zijn zoon Geoffrey won in 2024 de Nobelprijs voor Natuurkunde voor zijn werk op het gebied van kunstmatige neurale netwerken.
- Gemeinsame Normdatei: 1089228333
- International Standard Name Identifier: 0000 0001 1082 4554
- Library of Congress Control Number: n50036809
- Nationale Bibliotheek van Tsjechië: jn20031113005
- Nationale Bibliotheek van Israël: 987007272211705171
- Nederlandse Thesaurus van Auteursnamen: 069096457
- SNAC: w691026g
- Système universitaire de documentation: 183720520
- Trove: 860809
- Virtual International Authority File: 110078189
- WorldCat: E39PBJfX4RyWmGGXh7Fm9hQjG3